# Miller de Nobili

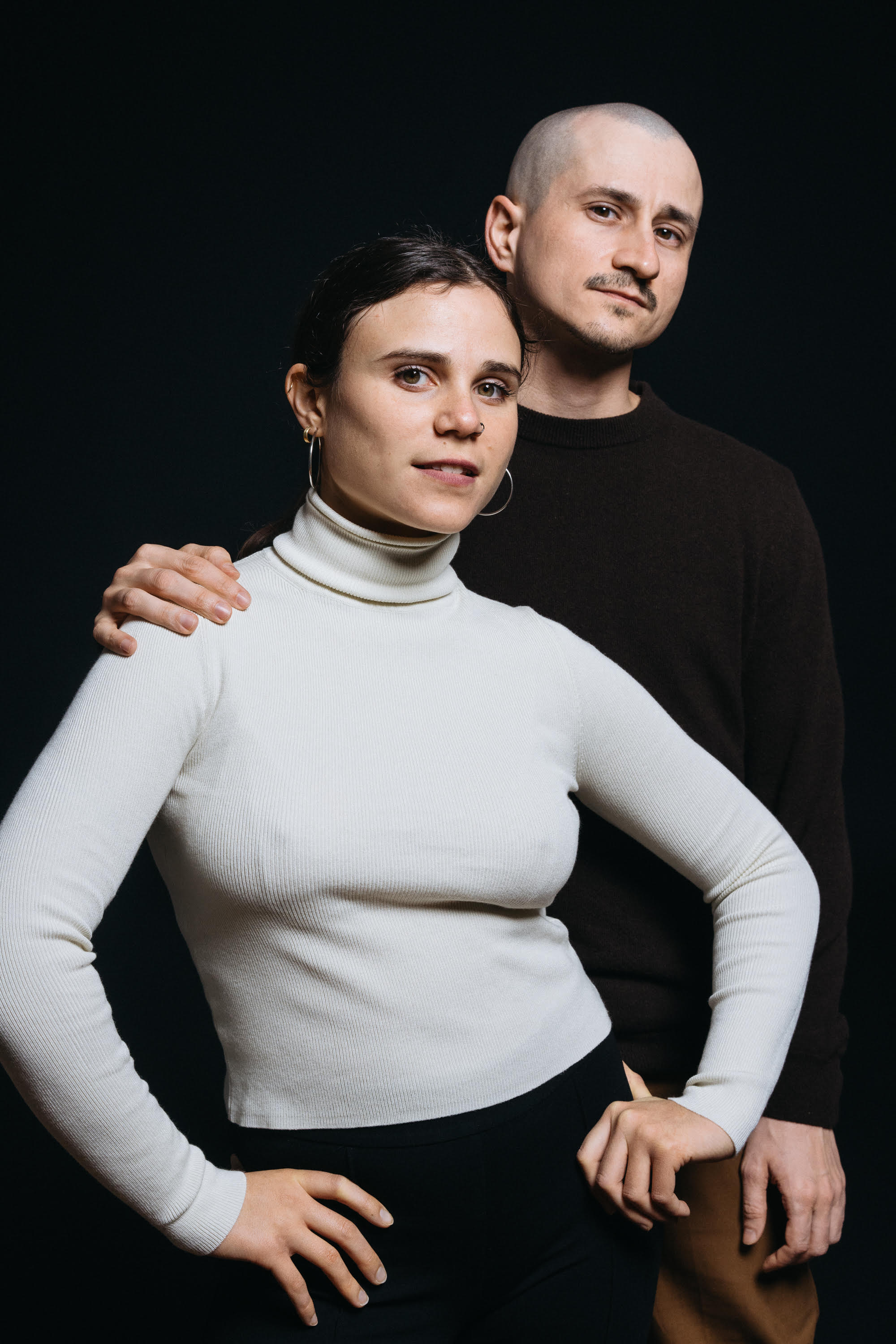
Miller de Nobili: Maria Chiara de’ Nobili und Alexander Miller

Miller de Nobili sind eine Tanzkompanie mit Sitz in Dresden, bestehend aus Maria Chiara de’ Nobili und Alexander Miller. Die Kompanie entwickelt interdisziplinäre Stücke an der Schnittstelle von urbanem und zeitgenössischem Tanz und Schauspiel. Für ihre Produktionen arbeitet Miller de Nobili projektbezogen mit wechselnden Tänzern zusammen.

## Geschichte
Miller de Nobili wurde 2020 von Maria Chiara de’ Nobili und Alexander Miller als Plattform gegründet, die Breaking, zeitgenössisches und urbanes Tanztheater mit Schauspieltechniken verbindet. Ihr Debüt Momento gewann den Scapino Ballet Production Prize beim 35. Choreographiewettbewerb in Hannover und markierte den Beginn ihrer Zusammenarbeit.
Ihr erstes abendfüllendes Stück, PACK, wurde 2021 am Europäischen Zentrum der Künste Hellerau uraufgeführt, bevor es 2022 bei der Tanzplattform Deutschland gezeigt wurde. Im selben Jahr erweiterten sie ihr Repertoire um neue Kurzstücke, die sie unter anderem bei PACT Zollverein, der Tanzplattform Bern und dem Tanz Labor Ulm präsentierten. Dazu kamen Auftragsarbeiten für Pottporus e.V. / SILK Fluegge und Think Big.

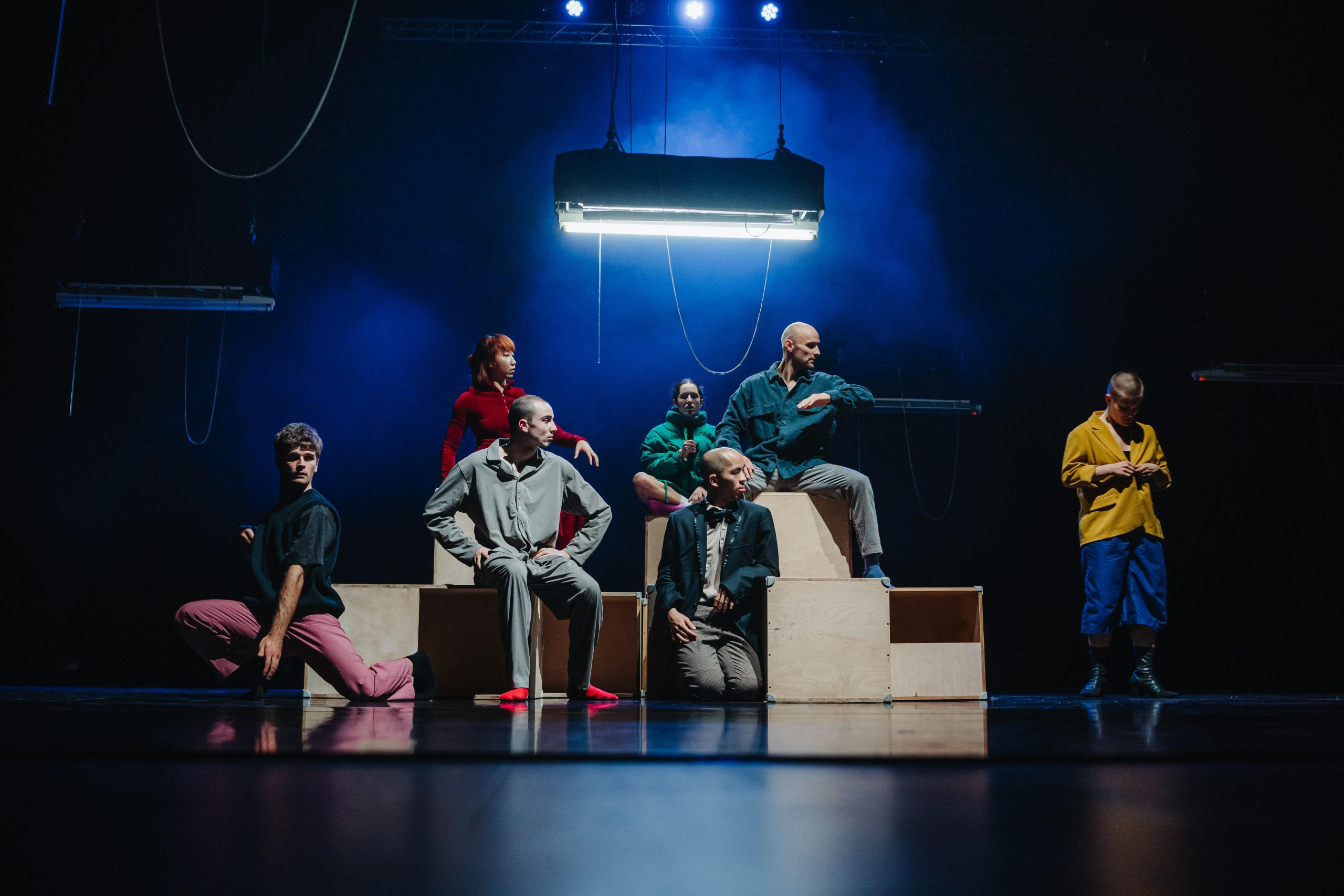
Don’t you dare (2022)

Später folgte die Uraufführung von Don’t You Dare! am Europäischen Zentrum der Künste Hellerau.
2023 nahm Miller de Nobili mit Until Again an der Rotterdam International Choreography Competition teil und war Teil des Choreografie-Teams von Song of the Dark Forest, einer Fusion aus Oper und Tanz für das Scapino Ballet Rotterdam.
Zu ihren Produktionen 2024 zählte Labyrinth, das in Agora – cité internationale de la danse Montpellier, Schloss Bröllin und am Teatros del Canal in Madrid entwickelt und in Koproduktion mit dem Europäischen Zentrum der Künste Hellerau und dem Residenzzentrum Tanz+ (Baden) realisiert wurde. Zudem feierte There Was Still Time Premiere – eine Koproduktion mit der Biennale di Venezia und dem Teatros del Canal, die später zum Prisma Festival in Panama eingeladen wurde. Im selben Jahr war Miller de Nobili Teil des deutschen Showcases beim Edinburgh Festival Fringe.
Seit 2025 erhält Miller de Nobili institutionelle Förderung durch die Stadt Dresden. Miller de Nobili wurde zum Kuopio Dance Festival in Finnland und zu den Dance Days Chania in Griechenland eingeladen.

## Mitglieder

### Maria Chiara de’ Nobili
Maria Chiara de’ Nobili erhielt ihre Tanzausbildung am Dancehaus (Mailand) und im Dance Journey-Programm der Kibbutz Contemporary Dance Company (Israel). Ihre Karriere als Choreografin begann 2018 im Rahmen des College Choreographers Programme der Biennale di Venezia, wo sie ein 20-minütiges Tanzstück präsentierte. Im selben Jahr begann sie ihr Masterstudium in Choreografie an der Palucca Hochschule für Tanz Dresden.
Neben mehreren Kurzstücken während ihres Studiums wurde sie im Juni 2019 von der damaligen Leiterin der Biennale Danza, Marie Chouinard, beauftragt, das abendfüllende Duett Wrap für die Biennale di Venezia zu kreieren, das im offiziellen Festivalprogramm gezeigt wurde. In diesem Stück trat sie auch als Tänzerin auf.
2020 schloss sie ihren M. A. Choreografie an der Palucca Hochschule für Tanz Dresden ab. Dies markierte auch den Beginn ihrer Zusammenarbeit mit dem Europäischen Zentrum der Künste Hellerau. Zunächst wurde ihre Abschlussproduktion durch TANZPAKT Dresden gefördert. Im Anschluss kreierte sie das Stück VORTEX in Zusammenarbeit mit dem Medienkünstler Ulf Langheinrich. Die Performance wurde unter anderem im Le Volcan, Le Manège, dem Schauspielhaus Bochum und den Teatros del Canal gezeigt.
Von 2021 bis Juli 2023 nahm sie am Artistic Masterclass Programme der Palucca Hochschule für Tanz Dresden teil. Während des zweijährigen Forschungsprogramms widmete sie sich der Integration von Schauspieltechniken in choreografische Prozesse.
Für 2025 wurde de’ Nobili in die Springback Academy aufgenommen, um ihre Perspektive auf Tanz durch kritisches Schreiben und Diskurs weiterzuentwickeln.

### Alexander Miller
Alexander Miller begann im Alter von 12 Jahren mit Breaking. Inspiriert von verschiedenen Tanzstilen, darunter zeitgenössischer Tanz, entwickelte er seine eigene, unverwechselbare Bewegungssprache, die heute das Fundament seiner choreografischen Handschrift bildet.
Zwischen 2011 und 2018 sammelte er Erfahrungen im Tanztheater mit verschiedenen Compagnien, trat als Gasttänzer am Staatsschauspiel Dresden auf und wirkte an zahlreichen interdisziplinären Projekten mit. 2013 war er Mitbegründer der Breaking-Crew The Saxonz, mit der er an zahlreichen nationalen und internationalen Wettbewerben teilnahm. Die Crew gewann dreimal die Battle of the Year Germany und qualifizierte sich für die Weltmeisterschaft. Dieser Erfolg führte zu einer engen Zusammenarbeit mit dem Europäischen Zentrum der Künste Hellerau und zur Schaffung des Formats Floor on Fire sowie zahlreicher weiterer Veranstaltungen, die von The Saxonz initiiert wurden.
Miller studierte Visuelle Kommunikation an der Bauhaus-Universität Weimar und erwarb dort 2017 einen Master of Arts. Bis 2021 arbeitete er als freischaffender Tänzer und Kommunikationsdesigner. Außerdem studierte er Choreografie an der Palucca Hochschule für Tanz in Dresden und schloss 2020 mit einem Master of Arts in Choreografie ab. Anfang 2022 wurde er mit dem danceWeb Scholarship für das ImPulsTanz Festival in Wien ausgezeichnet und erhielt ein Mentoring durch Wim Vandekeybus und Nicola Schlösser. 2023 erhielt er den Förderpreis zum Kunstpreis der Landeshauptstadt Dresden gemeinsam mit The Saxonz und unterrichtete New Media im Masterstudiengang Choreografie an der Palucca Hochschule. 2024 wurde ihm ein Arbeitsstipendium der Kulturstiftung des Freistaates Sachsen verliehen.

## Auszeichnungen
- 2025: Förderpreis zum Kunstpreis der Landeshauptstadt Dresden.[8] In ihrer Laudatio verwies Katharina Christl, Rektorin der Palucca Hochschule für Tanz Dresden, auf das künstlerische Wirken der beiden Choreografen als ein in Dresden basierter Leuchtturm. Die Palucca-Absolventen hätten es innerhalb von nur fünf Jahren geschafft, sich in der Tanzszene überregional und international einen Namen zu machen.[9]